# Stare Łazy
Stare Łazy – część wsi Łazy w Polsce, położona w województwie mazowieckim, w powiecie węgrowskim, w gminie Łochów.
Rozpościera się wzdłuż głównej drogi na południe od Łaz.
W latach 1975–1998 miejscowość administracyjnie należała do województwa siedleckiego.